# Vannella mira
Vannella mira – gatunek ameby należący do rodziny  Vannellidae z supergrupy Amoebozoa według klasyfikacji Cavaliera-Smitha.
Forma pełzająca jest kształtu półkolistego albo flagowatego. Osobnik dorosły osiąga wielkość 15 – 35 μm. Posiada pojedyncze jądro o średnicy 6 μm z centralnie umieszczonym jąderkiem o średnicy 3 μm.
Forma swobodnie pływająca jest niesymetryczna, posiada do 11 prostych lub spiralnie skręconych  pseudopodiów.
Występuje w morzu.